# Осауленко Юрій Володимирович
Ю́рій Володи́мирович Осау́ленко (позивний «Осаул»; 25 травня 1982, м. Червонозаводське, Лохвицький район, Полтавська область — 25 липня 2023, с. Кучерське, Бериславський район, Херсонська область, Україна) — майстер-сержант, головний сержант 2 зенітного ракетного дивізіону, 38-й зенітний ракетний полк імені генерал-хорунжого Юрія Тютюнника (в/ч А3880), учасник російсько-української війни.

## Життєпис
Осауленко Юрій народився 25 травня 1982 року у місті Червонозаводське (Лохвицький район, Полтавська область).
У 1997 році закінчив Червонозаводську загальноосвітню школу № 2, отримавши неповну загальну середню освіту. Вступив до професійно-технічного училища № 32 у місті Червонозаводське, який закінчив у 2000 році та здобув кваліфікацію електромонтера з обслуговування та ремонту електроустаткування.
Після закінчення училища 29 травня 2000 року був призваний на строкову військову службу у Кінологічному навчальному центрі Державної прикордонної служби України (в/ч 2418) у місті Великі Мости (Сокальський район, Львівська область).

## Військовий шлях
16 серпня 2000 року уклав контракт з Державною прикордонною службою військової частини 2196, яка у 2010 році була змінена на військову частину 2197 та отримала назву Білгород-Дністровський прикордонний загін.
У період з 18 березня 2016 року по 9 березня 2017 рік брав безпосередню участь в зоні проведення Антитерористичної операції в Донецькій області. 13 липня 2016 року отримав Східним регіональним управлінням Державної прикордонної служби України посвідчення учасника бойових дій № 162614.
Після цього продовжував службу у Білгород-Дністровському прикордонному загоні (в/ч 2197) до 2019 року. У 2019 році був звільнений в запас.
12 квітня 2021 року уклав контракт військової служби у Збройних силах України з 38-м зенітним ракетним полком (в/ч А3880). У період з 18 квітня 2021 року по 15 липня 2021 рік брав участь у здійсненні заходів із забезпечення національної безпеки і оборони, відсічі і стримування збройної агресії російської федерації в Донецькій та Луганській областях.
З 24 лютого 2022 року брав участь у Російсько-українській війні, мужньо боронив кордони Батьківщини та сумлінно виконував бойові завдання.

## Загибель
Юрій загинув 25 липня 2023 року у селі Кучерське (Бериславський район, Херсонська область) через влучання баражуючого боєприпасу типу «Ланцет» противника в автофургон ЗІЛ-131, внаслідок ушкоджень військових дій спричинене іншими видами вибухів та уламків, опіків із залученням 90 % і більше поверхні тіла та ушкоджень несумісних з життям.
Поховано Юрія у селищі міського типу Лиманське (Роздільнянський район, Одеська область) на Лиманському кладовищі.

## Особисте життя
У червні 2002 року Юрій одружився з Осауленко Людмилою. Мають двоє дітей: донька — Валерія (нар. 8 квітня 2004) та син — Назар (нар. 2 вересня 2012).

## Нагороди
- Нагрудний знак «Відмінний прикордонник» II ступеня (23 травня 2005 року)
- Відзнака Президента України «За участь в антитерористичній операції» (17 лютого 2016 року)
- Медаль «За оборону рідної держави» (30 листопада 2016 року)
- Медаль «15 років сумлінної служби» (8 лютого 2017 року)
- Нагрудний знак «Ветеран війни» (2017 рік)
- Нагрудний знак «За звитягу та вірність» (7 вересня 2021 року)
- Нагрудний знак «За зразкову службу» (22 грудня 2021 року)
- Відзнака «Честь, совість, доблесть, відвага» (12 листопада 2022 року)
- Нагрудний знак «Золотий хрест» (16 січня 2023 року)